# ヘルマ・サボー
ヘルマ・サボー（Herma Szabo、1902年2月22日 - 1986年5月7日）は、オーストリア出身の女性フィギュアスケート選手。1924年シャモニーオリンピック女子シングル金メダリスト。1922年-1926年世界フィギュアスケート選手権女子シングルチャンピオン。1925年、1927年世界フィギュアスケート選手権ペアチャンピオン。

## 経歴
- 1922年から1926年まで世界フィギュアスケート選手権女子シングルで5連覇を果たす。
- 1924年のシャモニーオリンピック女子シングルで金メダルを獲得。
- 1925年と1927年の世界フィギュアスケート選手権ではルードビヒ・ブレーデとペアを組み、2度の優勝を果たした。
- 1982年世界フィギュアスケート殿堂入り。
- 1986年5月7日死去。

## 主な戦績

### 女子シングル
| 大会/年      | 1921-22 | 1922-23 | 1923-24 | 1924-25 | 1925-26 | 1926-27 |
| ------------ | ------- | ------- | ------- | ------- | ------- | ------- |
| オリンピック |         |         | 1       |         |         |         |
| 世界選手権   | 1       | 1       | 1       | 1       | 1       | 2       |

### ペア
| 大会/年    | 1924-25 | 1925-26 | 1926-27 |
| ---------- | ------- | ------- | ------- |
| 世界選手権 | 1       | 3       | 1       |